# 루카스 흐라데츠키
루카스 흐라데츠키(핀란드어: Lukas Hradecky, 슬로바키아어: Lukáš Hrádecký 루카시 흐라데츠키, 1989년 11월 24일~)는 핀란드의 축구 선수로 포지션은 골키퍼이다. 현재 리그 1의 모나코와 핀란드 축구 국가대표팀에서 활동하고 있으며 핀란드 축구 협회로부터 2016년부터 2018년까지 3년 연속으로 올해의 핀란드 축구 선수로 선정되었다. 대한민국에서는 성 'Hradecky'를 로마자 그대로 읽은 루카스 흐라데키로도 알려져 있다.
슬로바키아의 브라티슬라바에서 태어난 흐라데츠키는 1세 때부터 핀란드 투르쿠에서 성장했다. 투룬 팔로세우라(TPS)에서 뛰면서 성인 선수 경력을 시작했으며, 2009년 19세의 나이로 덴마크 수페르리가의 에스비에르 fB로 이적했다. 덴마크에서의 세 번째 시즌 동안 첫 번째 트로피인 덴마크 1부 리그에서 우승한 후 그는 에스비에르가 2013년 덴마크 컵 우승에 기여했다. 2018년 분데스리가의 바이어 04 레버쿠젠으로 이적했고 분데스리가 2023-24시즌에 레버쿠젠의 주장으로 활동하며 구단 역사상 첫 번째 분데스리가 우승, DFB-포칼 2023-24 우승에 기여했다.
핀란드 연령별 청소년 축구 국가대표였던 흐라데츠키는 2010년 5월 20세의 나이로 핀란드 대표팀에 데뷔했다. 그는 UEFA 유로 2020 예선 경기 10경기 중 9경기에 출전했으며 국가대표팀이 UEFA 유럽 축구 선수권 대회에 처음으로 출전하는 데 기여했다.

## 구단 경력

### 에스비에르 fB
2008년 투룬 팔로세우라에 입단한 직후 오보 IFK로 임대 이적하여 11경기를 소화한 뒤 2009-10 시즌을 앞두고 덴마크 수페르리가의 에스비에르 fB로 이적했다.
이적 후 2012-13 시즌까지 4시즌동안 공식전 81경기에 출전하며 2번의 수페르리가 4위, 2010-11 시즌 덴마크컵 4강, 2011-12 시즌 덴마크 1부 리그 우승, 2012-13 시즌 덴마크컵 우승에 공헌하는 등 팀의 주전 골키퍼로 활약했다.

### 브뢴뷔 IF
2012-13 시즌을 마친 뒤 에스비에르를 떠나 같은 리그의 브뢴뷔 IF로 트레이드된 이후 2015-16 시즌 초반까지 공식전 79경기에 출격하며 2013-14 시즌 수페르리가 4위, 2014-15 시즌 수페르리가 3위의 성적에 공헌했다.

### 아인트라흐트 프랑크푸르트
2015년 8월 브뢴뷔를 떠나 독일 분데스리가의 아인트라흐트 프랑크푸르트의 유니폼으로 갈아입은 뒤 2017-18 시즌까지 공식전 116경기에 나서며 2016-17 시즌 DFB-포칼 준우승, 2017-18 시즌 DFB-포칼 우승에 기여했으며 2017-18 시즌 분데스리가 올해의 골키퍼상 수상자로도 선정되는 영예까지 안았다.

### 바이어 04 레버쿠젠
2018-19 시즌 여름 이적 시장을 통해 같은 독일 분데스리가팀인 바이어 04 레버쿠젠에 입단한 이후 현재까지 분데스리가 2018-19 4위, 2019-20 시즌 DFB-포칼 준우승, 분데스리가 2021-22 3위, 2022-23년 UEFA 유로파리그 4강 진출의 성과를 남겼고 2021-22 시즌부터 팀의 주장으로 선임되는 등 현재까지도 레버쿠젠의 핵심 골키퍼 자리를 굳게 지키고 있다.

## 국가대표팀 경력
2006년 핀란드 U-17 대표팀을 시작으로 2010년까지 U-18, U-19, U-20, U-21 대표팀 소속으로 19경기를 출전했다.
2010년 1월에 열린 대한민국과의 친선 경기를 앞두고 핀란드 성인 대표팀에 처음으로 발탁되었다. 같은 해 5월 에스토니아와의 친선 경기에서 A매치 데뷔전을 치렀고 2012년 발틱컵에도 출전하여 팀의 준우승에 일조했다.
그 후 한동안 니키 매엔패와의 주전 경쟁에서 뒤쳐지다가 매엔패가 소속팀에서의 주전 경쟁에서 밀려나며 핀란드 대표팀 주전 골키퍼로 발탁되었다. UEFA 유로 2020 예선 J조 10경기 10실점 6클린시트로 활약하며 핀란드 축구 역사상 첫 유로 대회이자 메이저 대회 본선 진출에 기여했다.
UEFA 유로 2020 본선 엔트리에도 합류하면서 대회에 출전했다. UEFA 유로 1992 우승팀이자 같은 북유럽팀인 덴마크와의 B조 조별리그 1차전에서 상대팀의 공격을 모두 막아내면서 핀란드의 메이저 대회 본선 역사상 첫 승을 선사했다.

## 개인사
둘째 동생인 토마스, 셋째 동생인 마테이도 현재 축구 선수이며 둘째 동생인 토마시는 파르가스 IF의 수비형 미드필더이자 중앙 미드필더로, 셋째 동생인 마테이도 세이내요엔 얄카팔로케르호의 미드필더로 활동하고 있다.

## 수상

### 클럽
에스비에르 fB
- 덴마크 1부 디비전 : 2011-12
- 덴마크 컵 : 2012-13

 아인트라흐트 프랑크푸르트
- DFB-포칼 : 2017-18

 바이어 04 레버쿠젠
- 독일 분데스리가 : 2023-24
- DFB-포칼 : 2023-24
- DFL 슈퍼컵 : 2024
- UEFA 유로파리그 준우승 : 2023-24

### 개인
- 핀란드 올해의 운동선수 : 2020
- 핀란드 스포츠 기자단 올해의 선수 : 2016, 2017, 2018, 2020, 2021, 2023
- 핀란드 협회 올해의 선수 : 2016, 2017, 2018, 2021, 2023
- 덴마크 수페르 리가 올해의 골키퍼 : 2013
- 덴마크 수페르 리가 전반기 올해의 선수 : 2013
- 분데스리가 올해의 팀 : 2017-18
- 에스비에르 올해의 선수 : 2013